# Anton Witek
Anton Witek (Žatec, 1872 – 1933) è stato un violinista boemo.
Dopo aver studiato al Conservatorio di Praga, divenne Primo violino dei Berliner Philharmoniker, dove rimase dal 1894 al 1909 e dove fondò il Berlin Philharmonic Trio. Nel 1910 si trasferì a Boston dove divenne Concertmaster sotto la direzione di Arthur Fiedler e successivamente di Karl Muck fino al 1918, quando si dedicò all'insegnamento. Fece parte di un trio con Anita Witek e Joseph Malkin.
Il nome di Anton Witek compare in diversi testi che trattano le attività musicali negli Stati Uniti nelle prime decadi del secolo, come Koussevitzky di Moses Smith e Making Music American: 1917 and the Transformation of Culture di E. Douglas Bomberger. Durante e dopo la prima guerra mondiale, la presenza nelle orchestre americane di musicisti provenienti dalla Germania fu in qualche modo contestata. Ad esempio, nell'aprile del 1917 la rivista Musical America riportò la notizia, che fu smentita successivamente dagli interessati, che il magnate e fondatore dell'orchestra Henry Higginson avrebbe ritirato il suo sostegno alla Boston Symphony Orchestra se il direttore Karl Muck e altri musicisti tedeschi come Witek non fossero stati licenziati. Nello spesso periodo a Muck fu contestata la mancata esecuzione dell'inno nazionale statunitense all'inizio di un concerto e successivamente, l'arrangiamento dell'inno nazionale (che era del compositore irlandese Victor Herbert) fu criticato per l'eccessivo "carattere tedesco". Così Muck fece togliere gli "elementi tedeschi" dall'arrangiamento, ma tenendo segreto il fatto che fosse stato riscritto proprio da Anton Witek. L'informazione fu resa nota solo dopo la morte di Muck.